# Birdland 1951
Birdland 1951 ist ein posthumes Live-Album von Miles Davis. Es besteht aus Material von drei Mitschnitten, bei denen der Trompeter mit zwei kontrastierenden Gruppen spielte. Die Aufnahmen, die in New York City am 17. Februar, 2. Juni und 29. September 1951 entstanden, erschienen am 27. Januar 2004 als Compact Disc bei Blue Note Records.

## Hintergrund
Es handelt sich bei den vorliegenden Mitschnitten um Rundfunkaufnahmen, die 1951 aus dem New Yorker Jazzclub Birdland „in Miles Davis’ Spät-Bebop-Ära“ ausgestrahlt wurden. Auf dem Album ist ein Sextett dokumentiert, in dem Miles Davis mit Sonny Rollins, J. J. Johnson, Kenny Drew senior und Tommy Potter am 2. Juni 1951 („Move“, „Half Nelson“, „Down“) und 17. Februar 1951 („Out of the Blue“, „Half Nelson“, „Tempus Flight“ (= Tempus Fugit), „Move“) spielte. Bei den am 29. September 1951 entstandenen Stücken spielte Davis mit den Tenor-Veteranen Eddie „Lockjaw“ Davis und George „Big Nick“ Nicholas; der Auftritt hatte den Jamsession-Charakter der Jazz at the Philharmonic Konzerte der Zeit, notierte Bill Shoemaker, insbesondere bei „Move“. Die Rhythmusgruppe bestand neben Blakey aus Billy Taylor und Charles Mingus; ihr Spiel folge größtenteils mit einem stromlinienförmigen Swing, insbesondere bei den zwei Tadd-Dameron-Titeln, einem Blues im mittleren Tempo („The Squirrel“) und einem hochfliegenden „Lady Bird“.

## Titelliste
- Miles Davis – Birdland 1951 (Blue Note 7243 5 41779 2 7)[3]

1. Move (Denzil Best) – 6:13
2. Half Nelson (Davis) – 7:33
3. Down (Davis) – 7:13
4. Out of the Blue (Davis) – 5:54
5. Half Nelson (Davis) – 7:42
6. Tempus Flight (Bud Powell) – 6:44
7. Move (Best) – 5:44
8. Move (Best) – 6:23
9. The Squirrel [Tadd Dameron] – 8:39
10. Lady Bird (Dameron) – 5:32

## Rezeption
Thom Jurek verlieh dem Album in Allmusic drei (von fünf) Sterne und meinte: „Die Wiedergabetreue werde bereits auf dem Cover als ‚primitiv‘ bezeichnet. Das sei eine nette Art zu sagen, dass es schlecht klingt. Vom Klang kann man bestenfalls sagen, dass man alle Instrumente hören kann. Die Darbietungen, insbesondere wie sie in den drei verschiedenen Versionen des Titels ‚Move‘ ausgeführt sind, sind jedoch herausragend. Sie sind inspiriert, rasant und ergreifend. Rollins übertrifft sich in der Juni-Darbietung des Mitschnitts, und die letzte Band verwandelt den Titel  vollständig.“ Auch die Live-Version von „Tempus Fugit“ mit ihrem knorrigen Head-Arramgenent und dem aufgemotzten Rhythmus sei in der Art und Weise der Anordnung für diese Tage aufschlussreich und weise auf musikalische Richtung der unmittelbaren Zukunft – erkennbar an Tempo und Struktur der Solos in der September-Sitzung.
Bill Shoemaker schrieb in JazzTimes, auf den Mitschnitten von 1951 erlebe man Miles Davis in besonders guter Form. Der Trompeter habe sich von persönlichen und beruflichen Rückschlägen erholt, so dass er musikalisch zu den Grundlagen zurückkehrte: „Bebop.“ Davis’ Spiel, das konsequent von Art Blakey, dem einzigen anderen Spieler, der bei allen zehn Tracks mitwirkt, vorangetrieben wird, hat so viel Feuer und Finesse wie jede andere Aufnahme aus dieser Zeit, die sich mit dem Beginn seiner Vertragsbeziehung zu Prestige und Clef mit Charlie Parker überschneidet. Diese Kollektion sei mehr als nur zeitgenössische Studiodaten. Sie vermittele die Aufregung, die Miles erzeugt hat, lobt der Autor. Die September-Session mit Eddie Davis und Big Nick Nicholas sei durchaus zufriedenstellend, auch wenn sie sich nicht dem Niveau nähere, das Davis mit Rollins und Johnson erreicht hat. „Die Hartnäckigkeit des Trompeters in diesen verschiedenen Umgebungen ist beeindruckend“, resümiert Shoemaker; „jedes Solo proklamiert Davis als einen voll ausgereiften Künstler an der Spitze seines Spiels.“ Dargeboten werde durchgehend schneller Bop und keine Balladen.
John Fordham rezensierte das Album im Guardian und vergab drei Sterne. Trotz der klanglichen Einschränkungen sei der „Optimismus dieser Jazz-Ära“ zu erleben, „und jeder, der sich auf Miles Davis’ kryptischere und schrägere Solo-Art Mitte der 1970er-Jahre stützt, wird erstaunt sein, wie viel umfassende Technik er in seinen 20ern eingesetzt hat.“ Angesichts dieser Aufnahmen könne man kaum verstehen, dass Davis erst ein Jahr zuvor an der Musik von Birth of the Cool gearbeitet hatte, einem der Gründungsklassiker einer neuen Art von zartem Ensemble-Jazz, oder im Begriff war, den Bebop-Ansatz radikal umzugestalten.